# Лурье, Натан Лазаревич
Натан Лазаревич Лурье (1901 — 1936) — деятель коммунистической партии Германии, врач, осуждён на Первом московском процессе (процесс «Антисоветского объединенного троцкистско-зиновьевского центра»).

## Биография
Родился в еврейской семье в Польше, состоял в молодёжной организации «Гехолуц». Получился высшее образование, состоял в Коммунистической партии Германии. 
При приходе нацистов к власти переехал в Советский Союз. Работал врачом в 1-й Хирургической клинической больнице при 1-м Ленинградском медицинском институте. По работе часто выезжал в командировки, побывал и на строительстве Челябинского тракторного завода, что впоследствии трагически отразилось на судьбе главного врача завода Г. К. Шастина. Проживал в Ленинграде по адресу: 8-я Советская ул., дом 49, квартира 48.
Арестован НКВД 13 августа 1936, осуждён Военной коллегией Верховного cуда СССР по обвинению в участии в контрреволюционной террористической организации. Приговорён к расстрелу 24 августа того же года, приговор приведён в исполнение на следующий день. Посмертно реабилитирован 13 июня 1988 постановлением пленума Верховного суда СССР. Захоронен на Донском кладбище, в могиле общих прахов  № 1.

В речи А. Я. Вышинского о его «преступлениях» говорилось: 
«В 1934 году, находясь на Челябстрое, Натан Лурье пытался произвести покушение на жизнь товарищей Кагановича и Орджоникидзе. Наконец, тот же Натан Лурье 1 мая 1936 года по заданию и предварительному согласованию с Лурье пытался произвести во время первомайской демонстрации в Ленинграде покушение на товарища Жданова».
 Сведений о нём Л. Д. Троцкому найти не удалось, в «Бюллетене оппозиции» (большевиков-ленинцев) сообщает: «абсолютно никому не известен; никаких данных и никаких следов о нём до сих пор не найдено». 

Д. А. Волкогонов в своём исследовании высказывает мнение о том, что многие участники процесса надеялись на своё освобождение: 
«Надеялся и Натан Лазаревич Лурье, написавший в прошении, что он «неоднократно подготовлял террористические акты над Ворошиловым, Орджоникидзе, Ждановым, будучи для выполнения этого плана вооружён…» Почему надеялся этот «террорист», вновь повторяя под диктовку чудовищные небылицы? Видимо, потому, что ему было лишь 34 года».